# وليلمينا كرافت
ماريا وليلمينا كرافت (بالسويدية:Maria Wilhelmina Krafft) رسامة سويدية ولدت عام 1778 وتوفت عام 1828، وهي ابنة الرسامة بير كرافت الوسطى.
ولدت في مدينة ستوكهولم، وكانت شهيرة هي وأختها بتصميم صور الأطفال، درست الفن هي وأختها في الأكاديمية الملكية السويدية للفنون، وكان ذلك عام 1797.